# Ricardo Viñes
Ricardo Viñes (Lérida, 5 febbraio 1875 – Barcellona, 29 aprile 1943) è stato un pianista e insegnante spagnolo naturalizzato francese.

## Biografia
Ricardo Javier Viñes y Garcia Roda nasce a Lerida in Catalogna, da padre avvocato e madre musicista. Comincia gli studi musicali all'età di 7 anni, iscrivendosi successivamente al conservatorio di Barcellona. Su suggerimento di Isaac Albéniz si sposta in Francia per studiare al Conservatorio di Parigi, dove entra nella classe di Charles de Bériot. La sua prima apparizione in pubblico si ha nel 1893 quando esegue alle Salle Pleyel una composizione del suo maestro del conservatorio. Nel 1894 ottenne un premier prix al Conservatorio di Parigi.
Fin da principio si guadagnò la stima e il rispetto dei musicisti suoi contemporanei, avendo la fama di pianista di grande sensibilità e memoria e di grande facilità di assimilazione. Molti compositori gli dedicarono brani e di molti eseguì le prime assolute. Il suo coetaneo Ravel, conosciuto ai tempi del conservatorio, e compagno nel gruppo Les Apaches, gli dedicò Menuet antique (che eseguì per la prima volta nel 1898), e il secondo movimento di Miroirs ("Oiseaux Tristes", eseguito nel 1906); sue sono anche le première di Jeux d'eau (1902), Pavane pour une infante défunte (1902), e Gaspard de la nuit (1909).
È stato inoltre il dedicatario di Poissons d’Or di Debussy e di Noches en los jardines de Espana di Manuel de Falla. Fu grande amico di Erik Satie suonando con il quale la prima bozza di "Parade" ispirò a Cocteau la realizzazione dell'intero progetto. Satie ebbe a dire di lui:
(Erik Satie, 1913)
Le sue amicizie non si fermarono ai compositori ma compresero anche altri artisti ed intellettuali quali Picasso, Odilon Redon, Paul Valéry, Colette, Cocteau, Max Jacob e altri. Fu un appassionato lettore e studioso di lingue, di esoterismo, di astrologia e di scienze occulte; la sua passione per la lettura venne condivisa con l'amico Ravel al quale fece conoscere il ciclo di poesie di Aloysius Bertrand "Gaspard de la nuit" (dal quale nacque l'omonima composizione).
Non insegnò mai al conservatorio ma diede lezioni private a diversi pianisti: Marcelle Meyer, Francis Poulenc, Joaquín Rodrigo e Maria Canals.
La sua attività di concertista lo portò ad esibirsi in svariati tour in Francia, Gran Bretagna, Svizzera, Germania, Italia, Belgio, Paesi Bassi, Portogallo, America Latina e la sua nativa Spagna.
Nel 1930 andò a vivere a Buenos Aires (dove era già stato in due tournée nel 1920 e 1924), continuando il concertismo, ma fu già nel 1936 che ritornò in Francia, dove diede un trionfale concerto, in seguito al quale registrò un LP per la Victor. Nel 1940 decide di fare ritorno in Catalogna, dove però, a causa degli eventi bellici e dello scarso appoggio trovato nella sua terra, cade in una grave crisi finanziaria. Il suo ultimo concerto risale al 25 marzo 1942 al Palau de la musica di Barcellona: morirà poco più di un anno dopo.

## Competizione pianistica internazionale
Nel 1995 il Conservatorio di Lerida gli ha intitolato un concorso internazionale per pianisti con cadenza annuale. Il concerto finale viene svolto presso il Palau de la Música Catalana.

## Prime esecuzioni (selezione)
- Maurice Ravel
  - Menuet antique (1898)
  - Miroirs (1906)
  - Jeux d'eau (1902)
  - Pavane pour une infante défunte (1902)
  - Gaspard de la nuit (1909)
- Claude Debussy[5]
  - Pour le piano (1902)
  - Les Estampes (1904)
  - Masques e L'isle joyeuse (1905)
  - Images I (1906)
  - Images II (1908)
- Milij Alekseevič Balakirev
  - Sonata in Si bemolle minore (1905, prima parigina)
- Modest Petrovič Musorgskij
  - Quadri da un'esposizione (1905, prima parigina)

- Prime assolute di opere di Albéniz, Milij Alekseevič Balakirev, Borodin, Chabrier, Debussy, De Falla, Fauré, Franck, Granados, Darius Milhaud, Mompou, Erik Satie, Castelnuovo-Tedesco, Paul Dukas, Alexander Glazunov, Édouard Lalo, Francis Poulenc, Joaquín Rodrigo e Germaine Tailleferre.

- Prime parigine di Sarcasmes di Prokofiev e del Concerto per pianoforte e orchestra di Rimsky-Korsakov.